# Haydar Karaer
Haydar Karaer (* 1920 in Istanbul; † 19. Februar 2014 ebenda) war ein türkischer Schauspieler.

## Leben und Karriere
Karaer wurde 1920 in Istanbul geboren. Sein Debüt gab er 1951 in dem Film İstanbul Kan Ağlarken. Er wirkte in über 150 Filmen mit und war besonders in den 1960er und 1970er Jahren aktiv. Zu seinen bekanntesten Filmen zählen Cingöz Recai, Kan gövdeyi götürdü, Gerzek Şaban und Soysuzlar.
Karaer verstarb am 19. Februar 2014 im Alter von 94 Jahren in Istanbul.

## Filmografie (Auswahl)
- 1951: İstanbul Kan Ağlarken
- 1957: Yavrularımın Katili
- 1959: Cilalı İbo Ve Tophane Gülü
- 1959: İzmir Ateşler İçinde
- 1960: Aşktan da Üstün
- 1960: Namus Uğruna
- 1960: Yangın Var
- 1961: Mahalleye Gelen Gelin
- 1965: Sevinç Gözyaşları
- 1967: Bir Dağ Masalı
- 1967: Paşa Kızı
- 1971: Sezercik Yavrum Benim
- 1980: Destan
- 1985: Ya Ya Ya Şa Şa Şa
- 1987: Aşk Peşinde